# Clossiana lemagneni
Clossiana lemagneni är en fjärilsart som beskrevs av Jacques Plantrou 1960. Clossiana lemagneni ingår i släktet Clossiana och familjen praktfjärilar. Inga underarter finns listade i Catalogue of Life.